# کوتیریو المدو
کوتیریو المدو (انگلیسی: Quiterio Olmedo؛ زادهٔ ۲۱ دسامبر ۱۹۰۷) یک بازیکن فوتبال اهل پاراگوئه است.
وی همچنین در تیم ملی فوتبال پاراگوئه بازی کرده‌است.